# Come inciampare nel principe azzurro
Come inciampare nel principe azzurro è il terzo romanzo scritto da Anna Premoli, pubblicato nel 2013 con la casa editrice Newton Compton Editori.

## Trama
Maddison Johnson è una donna di ventisette anni che lavora in un'agenzia imprenditoriale. Non ama il suo lavoro, visto che per lavorare è costretta a pesanti turni e a poco riposo. La madre la stressa continuamente, ed è proprio quest'ultima la ragione per cui la donna ha scelto un lavoro che non ama. Maddison è riuscita a passare l'università soltanto grazie all'aiuto della sua migliore amica: Jane, che ora lavora in un'agenzia molto simile ed è sempre in viaggio per il mondo. Tempo prima, Maddison, sotto consiglio del suo capo, John, mandò una richiesta di trasferimento per New York, desiderosa di risiedere nella grande mela per un anno intero. Le sue speranze vengono presto deluse: il suo trasferimento avverrà, ma non a New York, bensì a Seul, in Corea del Sud. La donna non può opporsi di fronte questa decisione, ma la cosa che le dà più fastidio è la presenza dell'ambiguo Mark Kim. Un uomo molto affascinante dalle origini americane-coreane che sarà il suo capo. I due si odiano a primo impatto, ma purtroppo, mettono da parte la loro antipatia per poter convivere tranquillamente per un anno intero.
Arrivata a Seul, Maddison viene messa al comando di tre ragazzi, tra cui c'è anche la timida Seung Hee. In ufficio conosce anche gli americani Andrew e Thomas. Nonostante la conoscenza con i ragazzi, per la donna è molto difficile risiedere nella capitale coreana. Non conosce il coreano e, inoltre, una donna con i capelli biondi non passa certamente inosservata in Corea. Mark cerca di aiutarla varie volte e tra loro si crea un legame molto ambiguo, fatto di gelosia, soprattutto quando Maddison indossa un vestito molto scollato per una festa. La loro relazione sfocia addirittura in un'ambigua tromba-amicizia. La donna conosce i genitori, il fratello, Tae Min, e la nonna, Margaret, di Mark. L'intera famiglia è molto ricca e cerca in tutti i modi di far sposare Mark con una donna dell'alta società. Maddison, esasperata dalla situazione che si è creata con Mark, decide di ritornare a Londra per due settimane, ma qui si sente particolarmente vuota e avverte l'assenza del suo capo. Ritorna allora a Seul e si rivede con Mark. I due hanno un violento litigio e a fermarli e Seung Hee, che fa ragionare i due e li convince a stare insieme.
Tempo dopo Maddison e Mark stanno insieme e convivono nella casa di lei a Londra. Sono pronti a cambiare una casa più grande e, con grande sorpresa della ragazza, Mark fa intendere a Maddison di volerla sposare.